# Credito documentario
Il credito documentario è un'operazione bancaria (lettera di credito) universalmente utilizzata per il regolamento di transazioni commerciali interne ed internazionali.
Più precisamente, un credito documentario può essere definito come l'impegno scritto di una banca (emittente) emesso per ordine di un Compratore (Ordinante) a favore di un venditore (Beneficiario) ad effettuare un pagamento (a vista o differito) a beneficio del venditore previo ritiro di determinati documenti giudicati conformi al testo del credito stesso. È il testo del credito che definisce quali documenti dovranno essere presentati e con quali caratteristiche, ma, come si comprenderà meglio di seguito, il documento più importante per queste operazioni è il documento di trasporto, che attesta l'avvenuta spedizione della merce.
Nelle transazioni commerciali ed in particolare nel commercio internazionale le parti risiedono infatti in luoghi distanti e sovente hanno difficoltà a concludere affari perché hanno esigenze di salvaguardia diverse e contrapposte, il credito documentario è lo strumento che la prassi bancaria e commerciale hanno messo a punto per ovviare a questo inconveniente. In queste operazioni il principale rischio che ciascuna parte si trova a fronteggiare è l'inadempimento contrattuale della controparte (mancata spedizione della merce, o spedizione tardiva, da parte del venditore; mancato pagamento da parte dell'acquirente). Orbene, il credito documentario nasce appunto per mitigare questo rischio, in quanto chi spedisce (il venditore, beneficiario del credito) può fare affidamento sul fatto che, se rispetterà tutte le condizioni del credito, verrà pagato da una banca, mentre chi acquista è consapevole che la propria banca pagherà solo a fronte di presentazione di documenti conformi, e che in particolare la spedizione ha avuto luogo nei modi e nei termini prestabiliti.
Il credito documentario, che richiede la forma scritta, storicamente nasce nella forma di "lettera" (da cui la denominazione alternativa e ancora oggi frequentemente utilizzata di "lettera di credito"), ma il cui contenuto è così delicato da richiedere meccanismi di verifica reciproca dell'autenticità del mittente; l'evoluzione tecnologica ha consentito di affinare questo punto, evidentemente essenziale per lo sviluppo dello strumento, con l'introduzione dei sistemi di cifratura telex, prima, e ora swift, cosicché oggi il credito documentario assume la forma di un particolare messaggio standardizzato di rete swift.
L'operazione è regolata dalle "Norme ed usi uniforni della CCI relativi ai Crediti Documentari" (Norme ed Usi Uniformi relativi ai Crediti Documentari o N.U.U. o UCP 600) elaborate dalla Camera di Commercio Internazionale (CCI) a partire dal 1933. Si tratta di un complesso di "norme" contenute in vari testi (Brochure) periodicamente aggiornati.
L'ultima versione è la Pubblicazione (Brochure) n.600 entrata in vigore il 1º luglio 2007.
Già da molti anni non è più prevista una specifica adesione alle NUU per Paese in quanto un credito documentario per essere sottoposto alle NUU deve esplicitamente riportare questa condizione al suo interno. Al proposito l'articolo 1 delle ICC NUU No. 600 prevedono " ...quando il testo del credito indica espressamente che esso è soggetto alle presenti norme.
Giova ricordare che il termine di "norme" è in parte fuorviante: non si tratta infatti del disposto giuridico di qualche organismo sovranazionale (non essendo tale la CCI, che è un organo di diritto privato), ma di "regole" o "clausole d'uso" che tutte le parti coinvolte si impegnano a rispettare e a far rispettare in ciascuna delle fasi in cui il credito documentario si articola, dall'emissione fino all'esame dei documenti, in modo tale da garantire omogeneità di comportamenti anche in sistemi giuridici talvolta molto differenti tra loro. Ad ulteriore conferma della natura "pattizia" e non giuridica di queste norme, vi è il fatto che le parti possono dichiarare di derogarvi.

## Caratteristiche
- Autonomia - Il credito documentario è un'operazione separata e distinta dal contratto commerciale sottostante e quindi gli obblighi delle banche intervenute non possono essere annullati o modificati con riferimento a rapporti contrattuali o extra contrattuali estranei al credito stesso.
- Astrattezza - Tutte le parti devono basarsi esclusivamente sui documenti e non sulle merci da essi rappresentate o descritte e così pure il rispetto delle condizioni contrattuali deve essere verificato solo attraverso l'analisi dei documenti stessi.
- Formalismo - L'esame di conformità deve essere esclusivamente formale con esclusione di ogni giudizio sull'efficacia, veridicità o portata dei documenti esaminati. In merito a quest'ultimo requisito occorre tuttavia aggiungere che la giurisprudenza - allo scopo di contrastare truffe e falsificazioni - richiede che l'esame venga fatto con professionalità e soprattutto in buona fede.

## Ruoli specifici

### Il venditore
Prima di porre mano all'approntamento ed alla spedizione della merce, vuole sincerarsi della serietà e solvibilità del compratore;

### Il compratore
Dal suo canto, ha interesse che la merce gli venga spedita nei modi e tempi contrattuali e desidera pagare solo quando abbia una ragionevole certezza che il venditore abbia assolto a tutti i suoi obblighi.

### La banca
L'intervento di una o più banche in funzione di garante può conciliare queste aspettative tra loro contrastanti. Il ruolo delle banche nei crediti documentari è essenziale. In queste tipologie di operazioni le banche assumono/possono assumere i seguenti ruoli:
1. banca emittente - è la banca che emette il credito, impegnandosi a pagare in utilizzo dello stesso; a partire dal luglio 2007, con l'entrata in vigore delle UCP 600, tale impegno è irrevocabile e non modificabile se non previo consenso delle altre parti coinvolte;
2. banca avvisante - è la banca che avvisa il credito al beneficiario (cioè il venditore, che è il beneficiario del pagamento della banca); avvisando il credito al beneficiario, la banca avvisante non assume nei suoi confronti alcun impegno, limitandosi a garantire l'autenticità del messaggio ricevuto;
3. banca utilizzatrice - è la banca deputata all'utilizzo del credito, ossia alla verifica dei documenti; può essere la banca emittente, una banca designata o qualsiasi banca (cosiddetto credito liberamente negoziabile);
4. banca designata - è la banca (diversa dalla banca emittente) da questa incaricata di effettuare la prestazione (accettazione o pagamento). La presenza di una banca designata è così importante da imporre la distinzione teorica tra crediti "con designazione" - cioè nei quali la banca emittente abbia nominato una banca designata, presso la quale il credito verrà utilizzato - e crediti "senza designazione", nei quali non viene designata nessun'altra banca per effettuare la prestazione, cosicché il credito è utilizzabile solo presso la banca emittente;
5. banca confermante - è la banca che conferma il credito, aggiungendo il proprio impegno a pagare a favore del beneficiario a quello della banca emittente. In questo caso il beneficiario è pertanto coperto da una doppia obbligazione bancaria.

Pur teoricamente distinti, nella pratica tali ruoli possono sovrapporsi. In particolare le fattispecie (3-4-5) sono tra loro strettamente collegate: è ad esempio impossibile che la banca confermante sia diversa dalla banca designata, mentre banca utilizzatrice può essere la stessa banca emittente (credito "senza designazione") o la banca designata (credito "con designazione").